# Robert Sainsbury
Pour les articles homonymes, voir Sainsbury.
 (novembre 2024).
Le contenu est difficilement compréhensible vu les erreurs de traduction, qui sont peut-être dues à l'utilisation d'un logiciel de traduction automatique.
Robert James Sainsbury (24 octobre 1906 - 2 avril 2000), est le fils de John Benjamin Sainsbury (le fils aîné du fondateur des supermarchés Sainsbury's John James Sainsbury), et avec son épouse Lisa commence la collection d'art moderne et tribal hébergée au Sainsbury Center for Visual Arts à Norwich.

## Jeunesse
Robert Sainsbury fait ses études au Haileybury College et au Pembroke College, à Cambridge, avant de se qualifier en tant que comptable.
En 1937, Sainsbury épouse Lisa Ingeborg (née Van den Bergh ; 3 mars 1912 - 6 février 2014) fille du professeur Simon van den Bergh et de Sonia Pokrojski. Ils ont quatre enfants Elizabeth (épouse Clark; 19 juillet 1938 - 14 août 1977), Celia (née en 1945, mariée sous le nom de Blakey) et Annabel (née en 1948, mariée à Peter Kanabus, ayant deux enfants : Adrian Kanabus né en 1975, Jason Kanabus né en 1976, mort en juin 2006) David (né le 24 octobre 1940), plus tard David Sainsbury, baron Sainsbury de Turville.

## Carrière dans les affaires
En 1930, il rejoint l'épicerie familiale fondée par son grand-père, et devient coprésident près de 40 ans plus tard.
Robert Sainsbury est un partisan de meilleures conditions pour les employés de la chaîne de vente au détail. Les pensions et les indemnités de maladie pour tout le personnel sont venues en 1935 ; le paiement des heures supplémentaires est introduit en 1941 ; et, à partir de 1962, la semaine de cinq jours est la norme.
Huit ans après avoir rejoint l'entreprise familiale, son père, John Benjamin Sainsbury, prend sa retraite en raison de problèmes de santé, et Robert Sainsbury et son frère aîné Alan Sainsbury deviennent co-directeurs généraux. Alors qu'Alan Sainsbury prend en charge les questions commerciales, Robert Sainsbury s'est spécialisé dans l'administration, les finances et le personnel. C'est un partenariat heureux, qui dure plus de 30 ans.
La Seconde Guerre mondiale éclate un an après la promotion de Robert Sainsbury, et les approvisionnements sont rationnés dans les 250 magasins de Sainsbury.
Robert Sainsbury est un fervent partisan du rapport Beveridge, qui fait naître l'État-providence. À la fin de la guerre, Robert Sainsbury réduit les longues heures que les moins de 18 ans avaient nécessairement consacrées - avec des hommes enrôlés et des femmes au travail de guerre.
Les années 1950 amènent les supermarchés en libre-service. Au cours de la période de sa direction générale conjointe, de sa vice-présidence et de sa présidence (il devient vice-président à la mort de son père en 1956 et succède à son frère à la présidence en 1967), le chiffre d'affaires de la société passe de 45 à 166 millions de livres sterling, et le nombre des employés quadruple.

## Œuvres caritatives

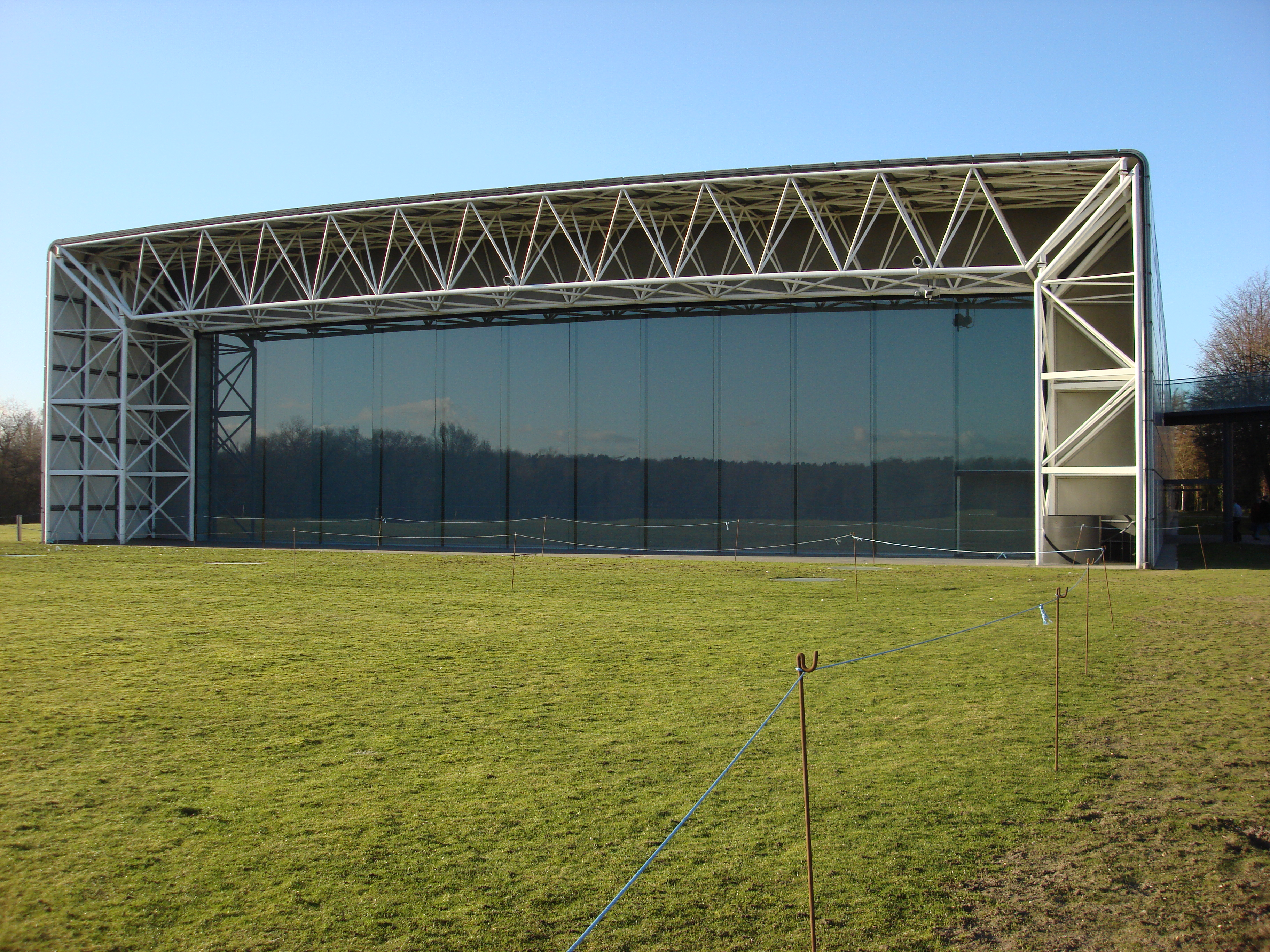
Le centre Sainsbury pour les arts visuels à Norwich.

En tant que collectionneur d'art et bienfaiteur, Robert Sainsbury donne sa collection à l'Université d'East Anglia et est fait chevalier en 1969 pour ses services aux arts.
En 1973, Robert Sainsbury fait don à l'Université d'East Anglia de plusieurs centaines de peintures, dessins et sculptures du monde entier, qu'il a achetés au fil des décennies. Conçu par l'architecte Norman Foster et doté de 3 millions de livres sterling du fils de Sainsbury, David, le Sainsbury Center for Visual Arts, construit pour abriter les œuvres, ouvre ses portes au printemps 1978.